# Pár much a já
Pár much a já (Malý výběr z japonských haiku) je překlad sbírky básní haiku v českém jazyce. Obsahuje výběr z děl těchto japonských básníků: Macuo Bašó, Issa Kobajaši, Josa Buson, Santóka.
Do češtiny přeložil Antonín Líman. Publikace obsahuje japonské kaligrafické zápisy Petra Geislera a je vybavena úvodem překladatele.
| „ | Květ opadal vzpomínka rozkvetla - pivoňka. Josa Buson | “ |